# They Only Come Out at Night (sång)
They Only Come Out at Night är en singel från finska bandet Lordi som släpptes 2007. Ej att förväxla med albumet med samma namn från Edgar Winter Group släppt 1972.
På singeln finns också en cover på en låt med Accept som heter Midnight Mover.

## Låtlista
1. They Only Come Out at Night (3.35)
2. Midnight Mover (3.26)

## Line-up

### Låten "Only They Come Out at Night"
- Mr Lordi (sång)
- Amen (gitarr)
- Döden (Bass)
- Awa (keyboards)
- Kita (trummor)

#### Gästartister
- Udo Dirkschneider (sång)

### Låten "Midnight Mover"
- Mr Lordi (sång)
- Amen (gitarr)
- Döden (Bass)
- Enary (keyboards)
- Kita (trummor)